# Венита (град, Орегон)
Венита (на английски: Veneta) е град в окръг Лейн, щата Орегон, САЩ. Венита е с население от 2755 жители (2000) и обща площ от 6,9 km². Намира се на 127,4 m надморска височина. ЗИП кодът му е 97487, а телефонният му код е 541.